# Athrotaxis selaginoides
Athrotaxis selaginoides är en cypressväxtart som beskrevs av David Don. Athrotaxis selaginoides ingår i släktet Athrotaxis och familjen cypressväxter. IUCN kategoriserar arten globalt som sårbar. Inga underarter finns listade i Catalogue of Life.

## Bildgalleri

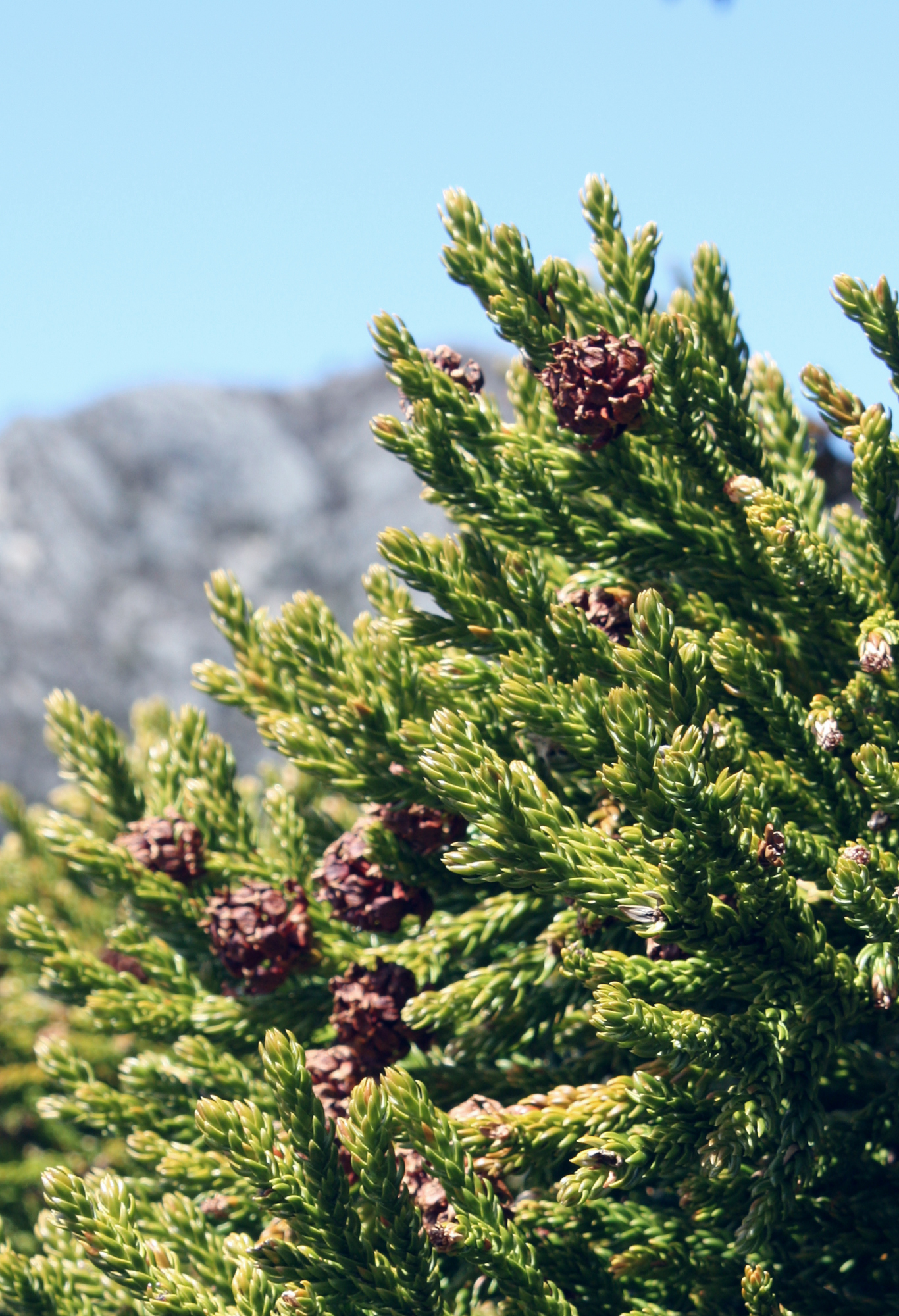
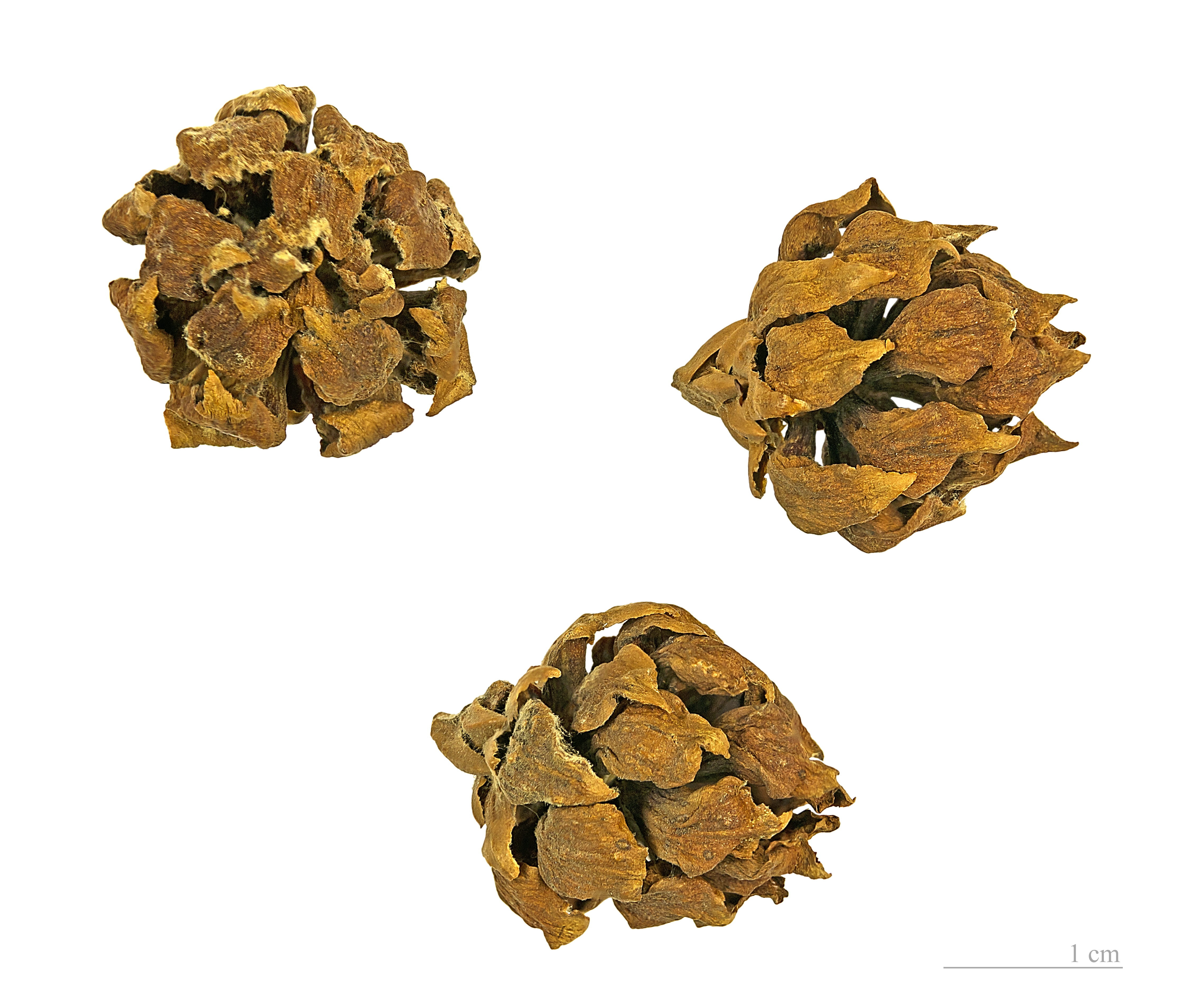